# Deutsche Verlustlisten des Ersten Weltkrieges

Menschenansammlung vor dem Aushang der Verlustlisten an der Kriegsakademie in Berlin zu Beginn des Ersten Weltkrieges. Das öffentliche Aushängen der Verlustlisten wurde im Herbst 1914 untersagt.

Die Deutschen Verlustlisten des Ersten Weltkrieges sind personenbezogene amtliche Mitteilungen der preußischen Regierung über die Verluste im Ersten Weltkrieg aus den Jahren 1914 bis 1919 für die gesamten Streitkräfte des Deutschen Kaiserreichs (Kontingentsheer: Armeen von Preußen, Bayern, Württemberg und Sachsen; Kaiserliche Marine sowie Kaiserliche Schutztruppen).
Mit der Mobilmachung im August 1914 wurde beim preußischen Kriegsministerium in Berlin ein Zentral-Nachweis-Bureau zur Vervollständigung der Verlustlisten eingerichtet. Die neu eingeführten Erkennungsmarken ermöglichten eine Identifikation der Toten auch noch nach ihrer Beisetzung. Die unter dem Titel Deutsche Verlustlisten veröffentlichten Bekanntmachungen stellten eine Zusammenfassung der von den vier Kriegsministerien (Berlin, München, Dresden, Stuttgart), dem Reichsmarineamt und dem Reichskolonialamt erstellten Listen dar, die auf den Angaben beruhten, die diesen Militärverwaltungen von ihren jeweiligen Truppenteilen vom Kriegsschauplatz übermittelt worden waren. Meldungen über Kriegsgefangene basierten auf den Mitteilungen des Roten Kreuzes an die kriegführenden Mächte über die in gegnerischer Gefangenschaft befindlichen Mitglieder ihrer Streitkräfte.
Die Deutschen Verlustlisten erschienen als Anhang zum Armee-Verordnungsblatt und wurden außerdem im Deutschen Reichsanzeiger und Königlich Preußischen Staatsanzeiger (bis September 1917 als Beilage) veröffentlicht. Angegeben waren in der Regel der Truppenteil, der Name, Vorname, Geburtsort und militärische Rang des Betroffenen sowie die Art des Verlustes (gefallen, verwundet, vermisst oder in Gefangenschaft). In den ersten Kriegsjahren waren bei den Truppenteilen oft auch nähere Angaben zum Einsatzort und Zeitpunkt der Verluste zu finden.
Ab Ende 1916 wurden im Rahmen der organisatorischen Reformen der Dritten Obersten Heeresleitung bei der veröffentlichten Fassung der Deutschen Verlustlisten aus Verschleierungsgründen keine Truppenteile mehr angegeben. Zur Identifikation waren nun die Geburtsdaten der Personen genannt und die Namen jeder Liste wurden durchgehend alphabetisch angeordnet. Die Angaben wurden im Sommer 1917 durch Weglassen des Geburtsjahres weiter reduziert, um Rückschlüsse auf die Altersstruktur der Streitkräfte unmöglich zu machen. Erst nach Kriegsende kehrte man ab Ende 1918 wieder zu vollen Geburtsdaten und zur Angabe der Truppenteile zurück.
In den ersten Monaten des Krieges hingen die Verlustlisten in Berlin und anderen Städten öffentlich aus. Als die Listen jedoch immer umfangreicher wurden, wurde der Aushang im Herbst 1914 untersagt. Veröffentlicht wurden die Verlustlisten bis Oktober 1919; weitere Listen und sogenannte Nachtragsverlustlisten wurden intern bis weit in die 1920er Jahre hinein weitergeführt.
Die Anordnung der Namen nach Truppenteilen war für die zeitgenössische Benutzung praktikabel, da die Angehörigen üblicherweise wussten, bei welcher Einheit der gesuchte Soldat diente. Für eine spätere Auswertung und insbesondere die Suche nach Einzelpersonen war dieses Kriterium aber sehr unpraktisch, da ohne Digitalisierung und automatisierte Volltextsuche ein Auffinden der Person bei Unkenntnis des genauen Truppenteils angesichts der schieren Masse der Einträge selbst bei ungefährer Kenntnis des Todes- oder Verwundungszeitpunkts nicht zu bewältigen war. Auf Initiative des Vereins für Computergenealogie wurde 2011 ein Online-Projekt initiiert, in dessen Rahmen Freiwillige den Text auf den rund 31.000 zeitungsblattgroßen Seiten der Deutschen Verlustlisten elektronisch erfasst und zu Datensätzen zusammengeführt haben, sodass die deutschen Verlustangaben aus dem Ersten Weltkrieg jetzt über eine Suchmaske global abgefragt werden können. Suchbar sind beispielsweise Personennamen, Orte, Dienstgrade und Geburtsdaten. Die Erfassung der über 8,5 Mio. Namen war 2014 abgeschlossen und wurde anschließend durch zusätzliche Funktionen wie die Erfassung der Truppenteile ergänzt. Damit konnten die bis vor wenigen Jahren kaum sinnvoll nutzbaren Verlustlisten, die in zahlreichen deutschen Stadt- und Landesarchiven in Buchform lagern, für die Öffentlichkeit erschlossen werden. Die Digitalisierung der deutschen Verlustlisten des Ersten Weltkrieges ist nicht nur für die private Familienforschung von Bedeutung, deren Vertreter das Projekt realisiert haben, sondern bietet auch Historikern neue Möglichkeiten, diese über viele Jahrzehnte aus praktischen Gründen wenig ausgewertete Quelle bei Forschungsvorhaben zu nutzen.